# Fábio Santos Romeu
Fábio Santos Romeu (São Paulo, 16 september 1985) is een Braziliaans voetballer. Hij tekende in oktober 2020 een contract tot eind 2021 bij Corinthians, nadat hij transfervrij overkwam van Atlético Mineiro.

## Clubcarrière
Fábio Santos speelde eerder voor São Paulo, Kashima Antlers (huur), Cruzeiro (huur), AS Monaco (huur), Santos (huur), Grêmio en Cruz Azul.

## Interlandcarrière
Fábio Santos debuteerde in 2012 in het Braziliaans voetbalelftal en speelde vier interlands.

## Erelijst
São Paulo
- CONMEBOL Libertadores: 2005
- FIFA Club World Championship: 2005

 Grêmio
- Campeonato Gaúcho: 2009

 Corinthians
- Campeonato Brasileiro Série A: 2011, 2015
- CONMEBOL Libertadores: 2012
- FIFA Club World Cup: 2012
- Campeonato Paulista: 2013
- CONMEBOL Recopa: 2013

 Atlético Mineiro
- Campeonato Mineiro: 2017

 Brazilië
- Chile Octagonal Tournament: 2005
- Superclásico de las Américas: 2012

1 Corona  ·
3 Jiménez ·
4 Domínguez ·
5 Peña ·
7 Romo ·
9 Montoya ·
11 Hernández ·
12 Martínez ·
14 Domínguez ·
15 Rivero ·
16 Aldrete ·
17 Angulo ·
19 Yotún ·
20 Gutiérrez ·
21 Rodríguez ·
22 Baca ·
23 Aguilar ·
24 Escobar ·
25 Alvarado ·
28 Fernández ·
29 Giménez ·
30 Gudiño ·
31 Pineda ·
33 Jurado ·
Coach: Reynoso